# Wey (bilmärke)
Wey är ett kinesiskt bilmärke ägt av Great Wall. Märket lanserades 2016 inriktar sig på lyxiga SUV-modeller.

## Modeller

### Nuvarande
- Wey Latte (i Europa kallad Way Coffee 02[3])
- Wey Mocha (i Europa kallad Way Coffee 01[3])
- Wey Macchiato
- Wey Lanshan
- Wey Gaoshan

### Tidigare
- Wey P8 (2018-2020)
- Wey Tank 300 (2020-2021 och som Tank-märket)
- Wey VV5 (2017–2021)
- Wey VV6 (2018–2021)
- Wey VV7 (2017-2021)